# Navia pungens
Navia pungens är en gräsväxtart som beskrevs av Lyman Bradford Smith. Navia pungens ingår i släktet Navia och familjen Bromeliaceae. Inga underarter finns listade i Catalogue of Life.